# La Arena 1.ª Sección
La Arena 1.ª Sección es una localidad del municipio de Huimanguillo ubicado en la subregión de la Chontalpa del estado mexicano de Tabasco.

## Geografía
La localidad de La Arena 1.ª Sección se sitúa en las coordenadas geográficas 17°29′10″N 93°35′18″O / 17.486111, -93.588333, a una elevación de 56 metros sobre el nivel del mar.

## Demografía
Según el Conteo de Población y Vivienda 2020, efectuado por el Instituto Nacional de Estadística y Geografía, la localidad de La Arena 1.ª Sección tiene 300 habitantes, de los cuales 151 son del sexo masculino y 149 del sexo femenino. Su tasa de fecundidad es de 2.87 hijos por mujer y tiene 70 viviendas particulares habitadas.
| Gráfica de evolución demográfica de La Arena 1.ª Sección entre 1950 y 2020 |
|                                                                            |
| INEGI.                                                                     |